# إطلاق النار في منتجع أتلانتا 2021
في 16 مارس 2021، وقعت سلسلة من عمليات إطلاق النار الجماعي في ثلاثة منتجعات صحية في منطقة العاصمة أتلانتا، جورجيا، الولايات المتحدة. وقُتل ثمانية أشخاص، ستة منهم من النساء المنحدرات من أصل آسيوي، وجُرح شخص واحد. وقد تم احتجاز مشتبه فيه، هو روبرت آرون لونغ البالغ من العمر 21 عاما، في وقت لاحق من ذلك اليوم.
وفي حين لم يتم تحديد الدافع، قال لونغ، الذي كان متديناً للغاية وأمضى بعض الوقت في عيادة لإعادة التأهيل لإدمانه الجنس، إن عمليات إطلاق النار لم تكن ذات دوافع عنصرية بل تتعلق بإدمانه. وقد لاحظ العديد من المعلقين الانتماء العرقي للضحايا، ووصفوا ذلك بأنه جريمة كراهية، أو أشاروا إلى تداخل الوصمات المتعلقة بالعرق ونوع الجنس وعمل المهاجرين والعمل الجنسي.

## إطلاق النار
وأظهرت لقطات للمراقبة المشتبه به روبرت آرون لونغ وهو يتوقف في تدليك الشباب الآسيوي، وهو منتجع صحي نهاري بالقرب من أكوورث، في حوالي الساعة 4:50 مساءً، قبل دقائق قليلة من إطلاق النار الأول. ورد مكتب عمدة مقاطعة شيروكي على التقارير التي وردت في حوالي الساعة 5:00 مساءً. بالتوقيت الشرقي النهاري (21:00 بالتوقيت العالمي) عن إطلاق النار. وعثروا هناك على شخصين قتلا بالرصاص وجرح ثلاثة آخرون؛ وتوفي اثنان من الجرحى في وقت لاحق في المستشفى. وفي الساعة 5:47 مساءً، ردت إدارة شرطة أتلانتا على تقارير عن وقوع عملية سطو في منتج غولد الصحي على طريق بيدمونت في شمال شرق أتلانتا، على بعد حوالي 30 ميلاً (48 كيلومتراً) من أول حادث إطلاق نار. هناك، وجدوا ثلاث نساء ميتات من جراء طلقات نارية. وفقا لتشوسن إلبو، قال شاهد عيان لم يذكر اسمه في حادث إطلاق النار في حمام غولد المعدني لوسائل الإعلام الكورية المحلية إن مطلق النار قال أنه سيقتل جميع الآسيويين. وبينما كانت شرطة أتلانتا في جولد سبا، تلقت تقارير عن إطلاق نار آخر عبر الشارع في سبا أروماثيرابي، حيث اكتشفوا امرأة أخرى قتلت بالرصاص. ووفقا لشاهد عيان قابلته صحيفة كوريا ديلي، أطلق المشتبه به النار على العاملة الذي فتحت باب سبا أروماثيرابي له ولاذ بالفرار دون الدخول إلى الداخل.
ووفقا لإدارة شرطة أتلانتا، فقد لاحظوا أوجه التشابه بين إطلاق النار على طريق بيدمونت وأكوورث، وأرسلوا بعد ذلك ضباطا للقيام بدوريات في أعمال تجارية مماثلة في المنطقة. واستدعي مكتب التحقيقات الاتحادي للمساعدة في التحقيق.

## الاعتقال
بعد إطلاق النار الأول، نشرت شرطة مقاطعة شيروكي لقطات مراقبة واتصل بها فيما بعد زوجان تعرفا على المشتبه به على أنه ابنهما روبرت آرون لونغ. وبينما كان والداه يجريان مقابلات، كانت إدارة شرطة أتلانتا ترد على حادثي إطلاق النار الثاني والثالث في أتلانتا. وأبلغ والداه الوكلاء أن سيارة لونغ هيونداي توسون كانت مجهزة بجهاز تتبع. باستخدام لقطات المراقبة لسيارته في كل من مسرح الجريمة جنبا إلى جنب مع تعقب السيارة، تمكنت الشرطة من العثور عليه.
في حوالي الساعة 8:30 مساءً، أي بعد حوالي 3.5 ساعات من إطلاق النار، رصدت الشرطة لونغ في مقاطعة كريسب على بعد حوالي 150 ميلاً (240 كم) جنوب أتلانتا. وتبعه ضباط دورية ولاية جورجيا جنوبا على الطريق السريع 75 حتى موقع جنوب كورديل، حيث استخدموا مناورة تقنية المطاردة لشل الحركة لوقف سيارته وأخذوه إلى الحجز. كان لونغ في طريقه إلى فلوريدا عندما تم القبض عليه.
تم القبض على لونغ في البداية فيما يتعلق بإطلاق النار على أكوورث، لكن الشرطة تعرفت عليه فيما بعد كمشتبه به في إطلاق النار على طريق بيدمونت أيضاً. وذكرت الشرطة انها عثرت على مسدس عيار 9 ملم في سيارته. تم اكتشاف أن لونغ قد اشترى بندقية قبل ساعات من إطلاق النار على بيغ وودز غودز، وهو متجر للأسلحة النارية في هولي سبرينغز في مقاطعة شيروكي.